# Wuguanyizhen (ort i Kina, Shaanxi, lat 33,55, long 106,98)
Wuguanyizhen är en ort i Kina. Den ligger i provinsen Shaanxi, i den nordvästra delen av landet, omkring 190 kilometer sydväst om provinshuvudstaden Xi'an. Antalet invånare är 5 145. Befolkningen består av 2 363 kvinnor och 2 782 män. Barn under 15 år utgör 10,0 %, vuxna 15-64 år 76 %, och äldre över 65 år 12,0 %.
Runt Wuguanyizhen är det ganska glesbefolkat, med 34 invånare per kvadratkilometer. Närmaste större samhälle är Liuba Chengguanzhen, 9,1 km nordväst om Wuguanyizhen. I omgivningarna runt Wuguanyizhen växer i huvudsak blandskog.
Genomsnittlig årsnederbörd är 985 millimeter. Den regnigaste månaden är juli, med i genomsnitt 205 mm nederbörd, och den torraste är december, med 2 mm nederbörd.